# Sanjuanite
La sanjuanite è un minerale.